# Tibarkanin
Tibarkanin (arab. ‏تبركانين‎; fr. Tiberkanine) – miasto w Algierii, w prowincji Ajn ad-Dafla.